# Abd-ar-Rahman ibn Rabia al-Bahilí
Abd-ar-Rahman ibn Rabia al-Bahilí (àrab: عبد الرحمن بن ربيعة الباهلي, ʿAbd ar-Raḥmān b. Rabīʿa al-Bāhilī), anomenat també Dhu-n-Nur o Dhu-n-Nun (que era el nom de la seva espasa) fou un general àrab de la tribu dels bahila, que va dirigir l'avantguarda de l'exèrcit de Suraqa ibn Amr enviat a Derbent (Bab al-Abwad) el 642 i va governar la regió fins al [652].
Pel camí va sotmetre Armènia (segurament algun dels principats armenis) i va fer un tractat de pau amb els armenis, el qual el van signar en nom del califa, el general i el seu germà Salman ibn Rabia al-Bahilí. A Derbent va tenir una entrevista amb el comandant persa de la guarnició que es va sotmetre sense lluitar.
El mateix 642 va morir Suraqa ibn Amr i Abd-ar-Rahman ibn Rabia al-Bahilí va agafar el comandament, rebent instruccions del califa Umar de seguir cap al nord contra els khàzars. Així ho va fer i va seguir fins a Balandjar (que fou sotmesa a noves incursions cada any durant els anys següents). És esmentat altre cop el 652 dirigint l'atac al Kanat khàzar i assetjant Balanjar; els khàzars van fer una sortida al moment que els arribaven reforços i els musulmans van quedar en inferioritat i foren completament derrotats. Abd-ar-Rahman ibn Rabia al-Bahilí va intentar reagrupar les seves tropes però va morir en la lluita; el seu germà Salman va poder reunir els que van sobreviure i els va portar cap a Bab-al-Abwad. El cos del general fou conservat pels khàzars que el van utilitzar després en les seves pregàries per demanar pluja.
La seva derrota va marcar el final de la primera fase de la guerra entre àrabs i khàzars. Al-Baladhurí i Ibn Qutayba diuen que el general mort en la batalla de Balanjar fou Salman i no Abd-ar-Rahman.